# Schauspielbesetzungen der Salzburger Festspiele 2012 bis 2016

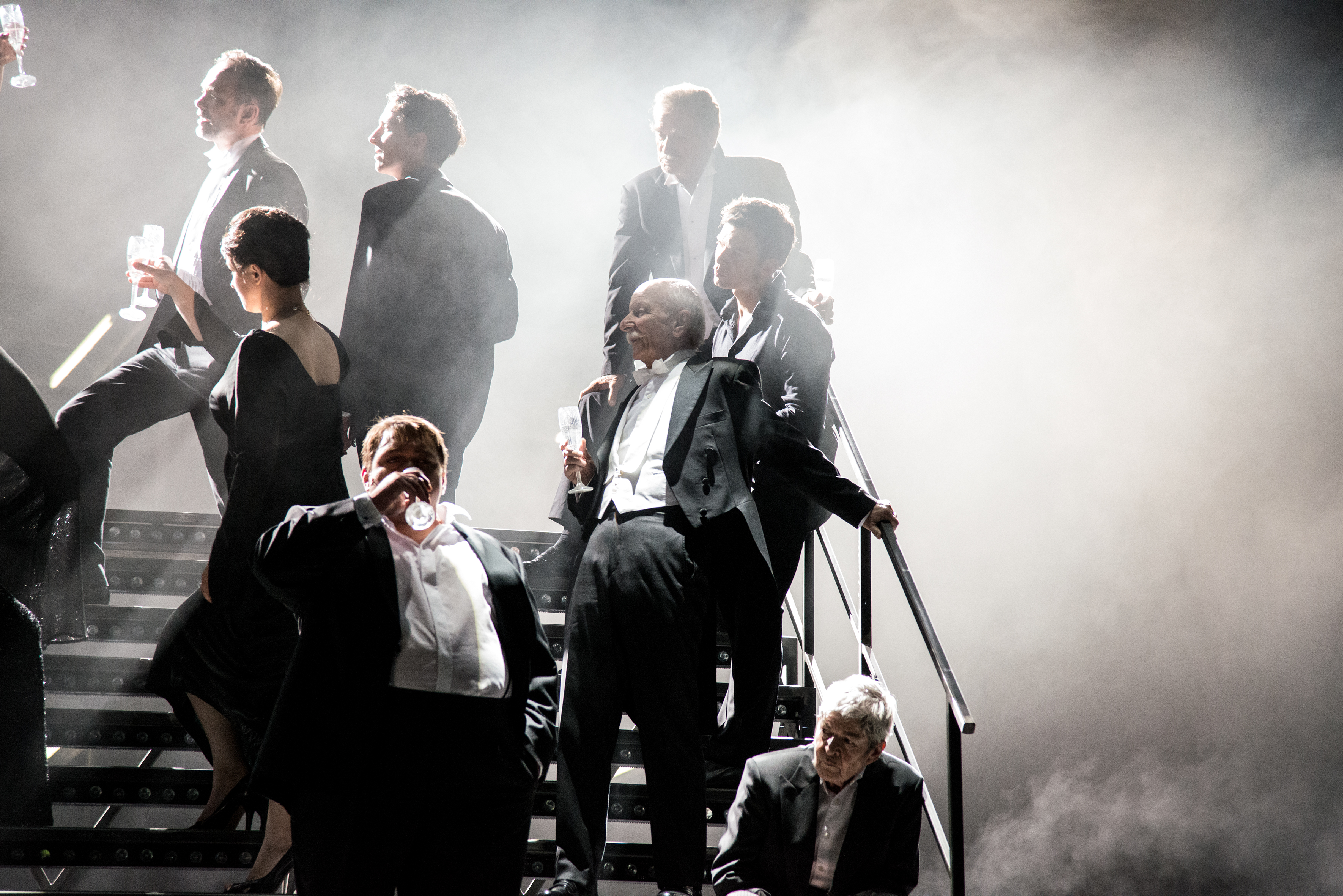
Die letzten Tage der Menschheit, 2014

Die Liste der Schauspielbesetzungen der Salzburger Festspiele 2012 bis 2016 führt alle künstlerischen Mitwirkenden der Schauspielproduktionen der Salzburger Festspiele während der Schauspieldirektion Sven-Eric Bechtolf an.

## Konzeption
Der deutsche Schauspieler und Regisseur Bechtolf war der Wunschkandidat von Intendant Alexander Pereira für die Leitung des Schauspiels. Pereira hatte Bechthold bereits mehrfach als Opernregisseur am Opernhaus Zürich engagiert und übertrug ihm auch während seiner Salzburger Intendanz die Regie der Urfassung von Ariadne auf Naxos, sowie der drei Da-Ponte-Opern von Mozart. Das Schauspielprogramm Bechtolfs zeichnet sich durch stilistische und inhaltliche Breite und Internationalität aus. Seine wichtigste Entscheidung betraf die Salzburger Institution Jedermann, dessen Neuinszenierung im Jahr 2013 er einem Regie-Duo aus dem angelsächsischen Bereich übertrug, dem US-Amerikaner Brian Mertes und dem Briten Julian Crouch. Als Protagonisten wurden Cornelius Obonya als Jedermann und Brigitte Hobmeier als Buhlschaft verpflichtet. Die Neuinterpretation erzielte hohe Akzeptanz der Presse und Begeisterung seitens des Publikums. 2016 übernahm Miriam Fussenegger die Rolle der Buhlschaft.

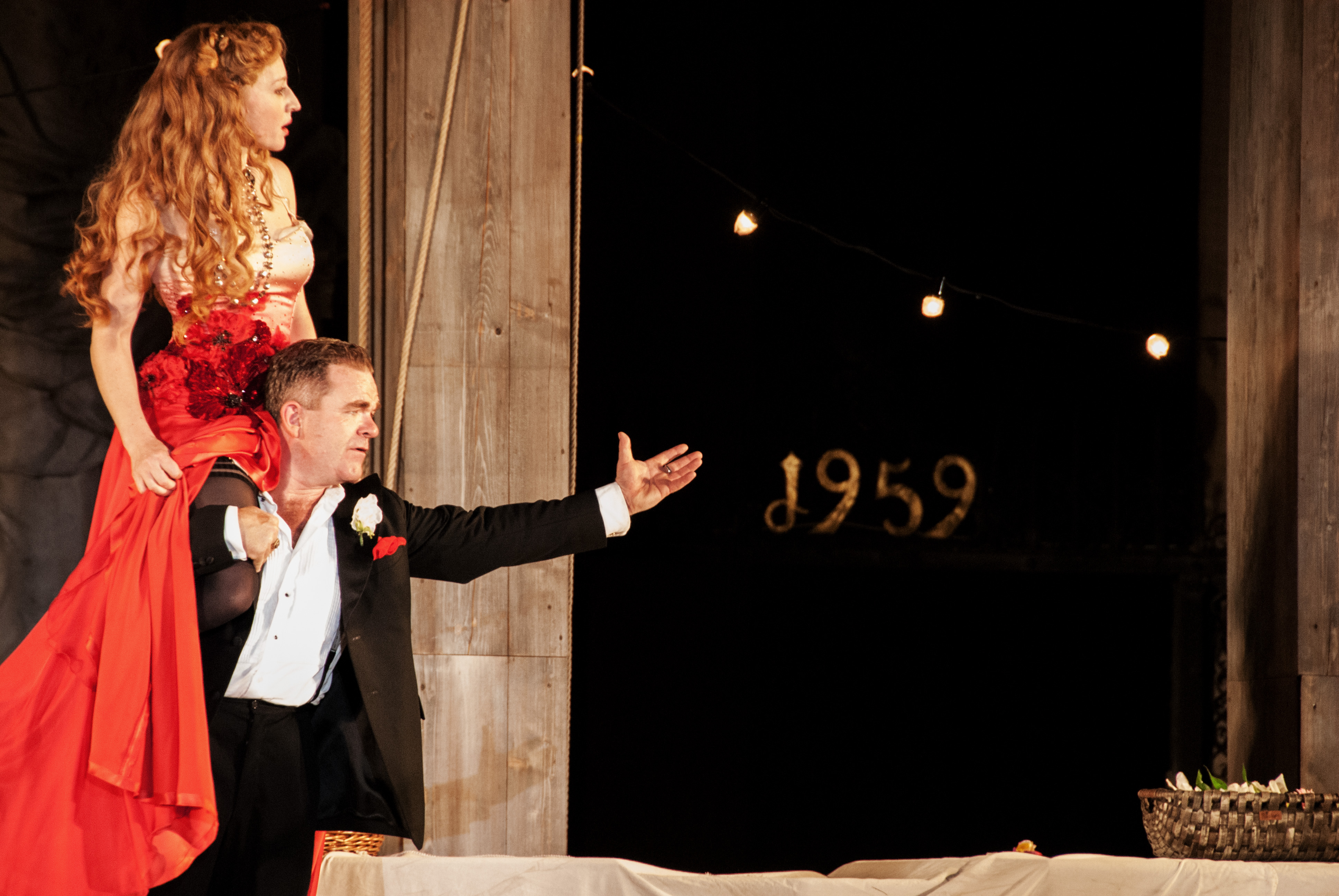
Cornelius Obonya und Brigitte Hobmeier
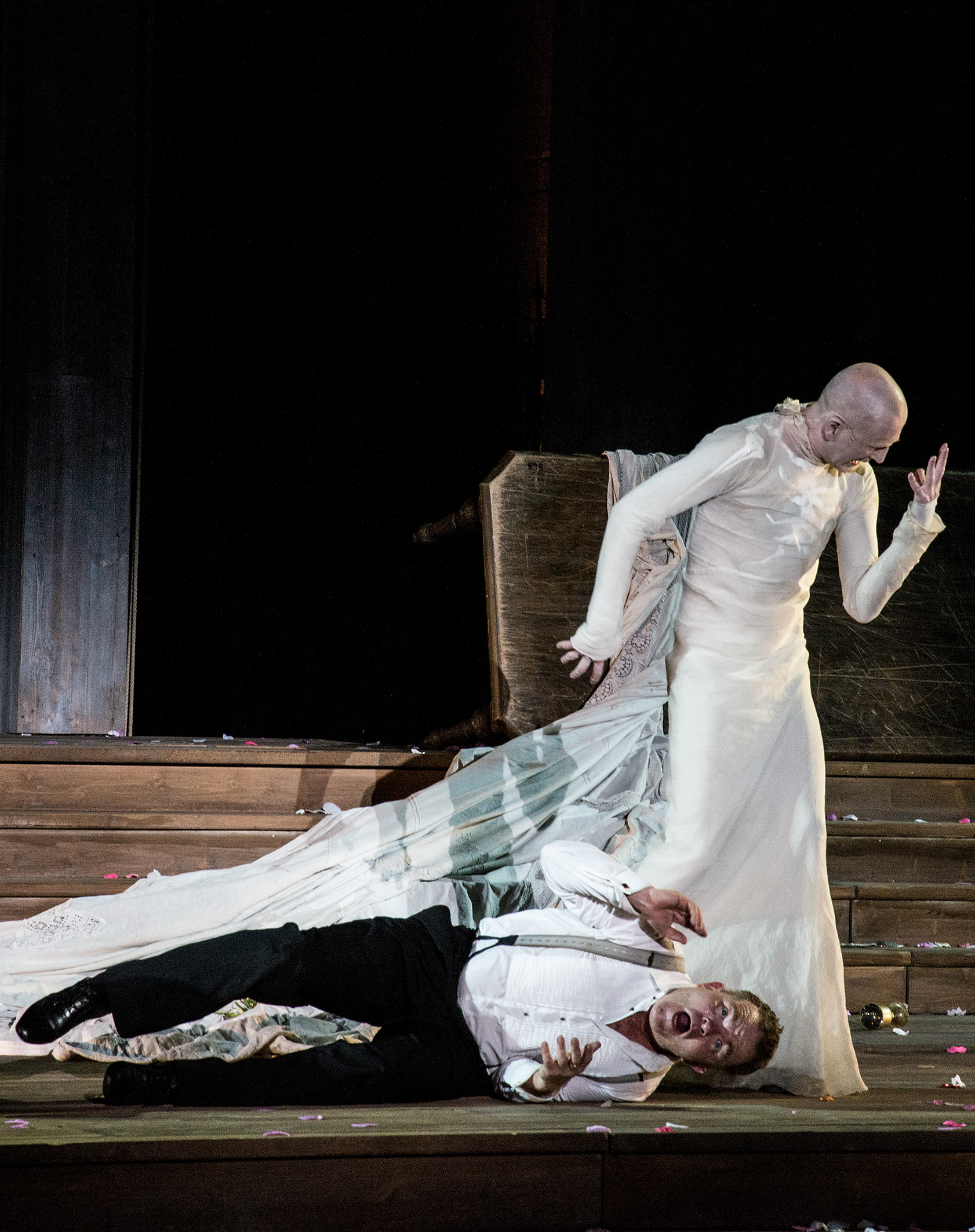
Peter Lohmeyer als der Tod
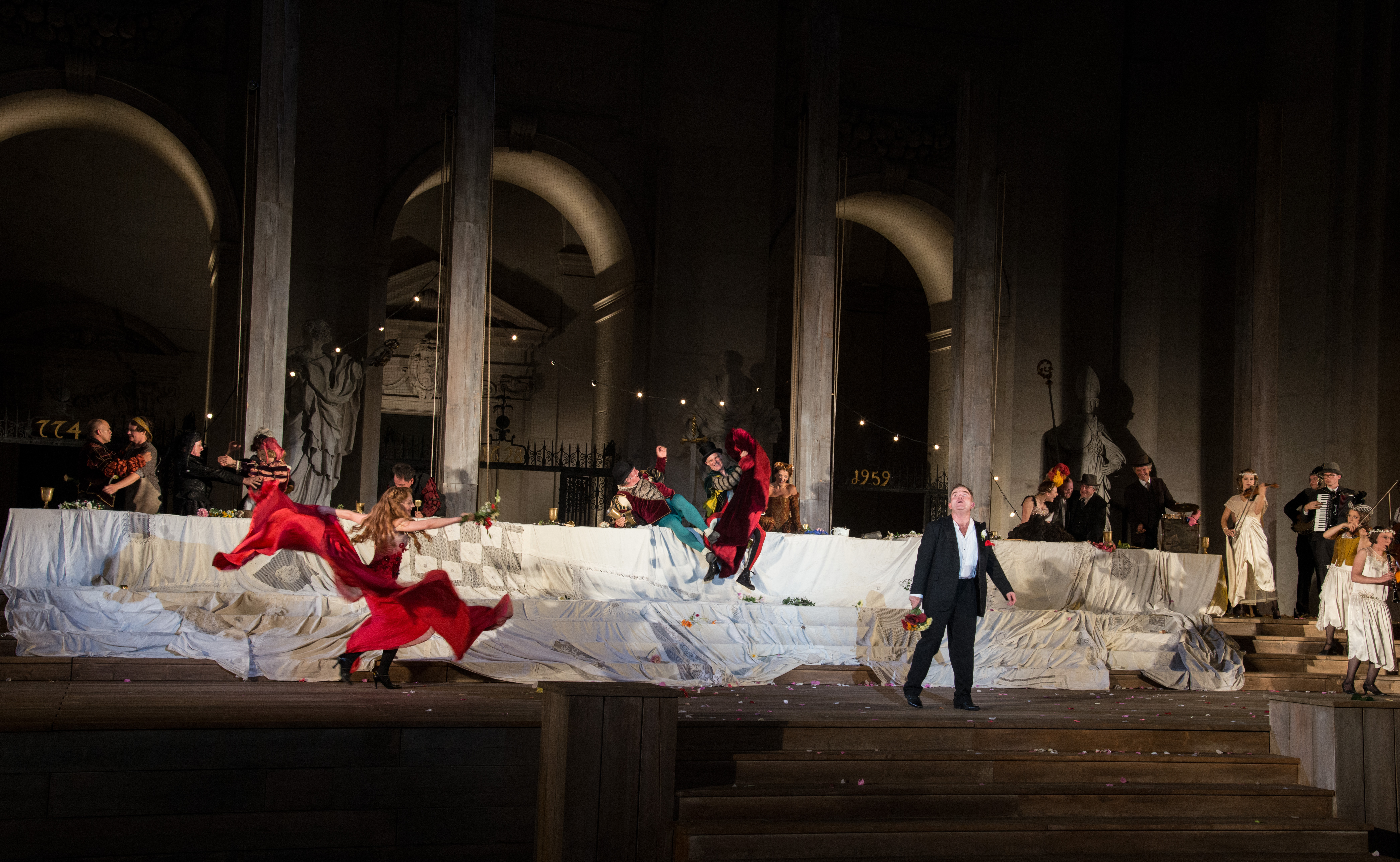
Tischgesellschaft
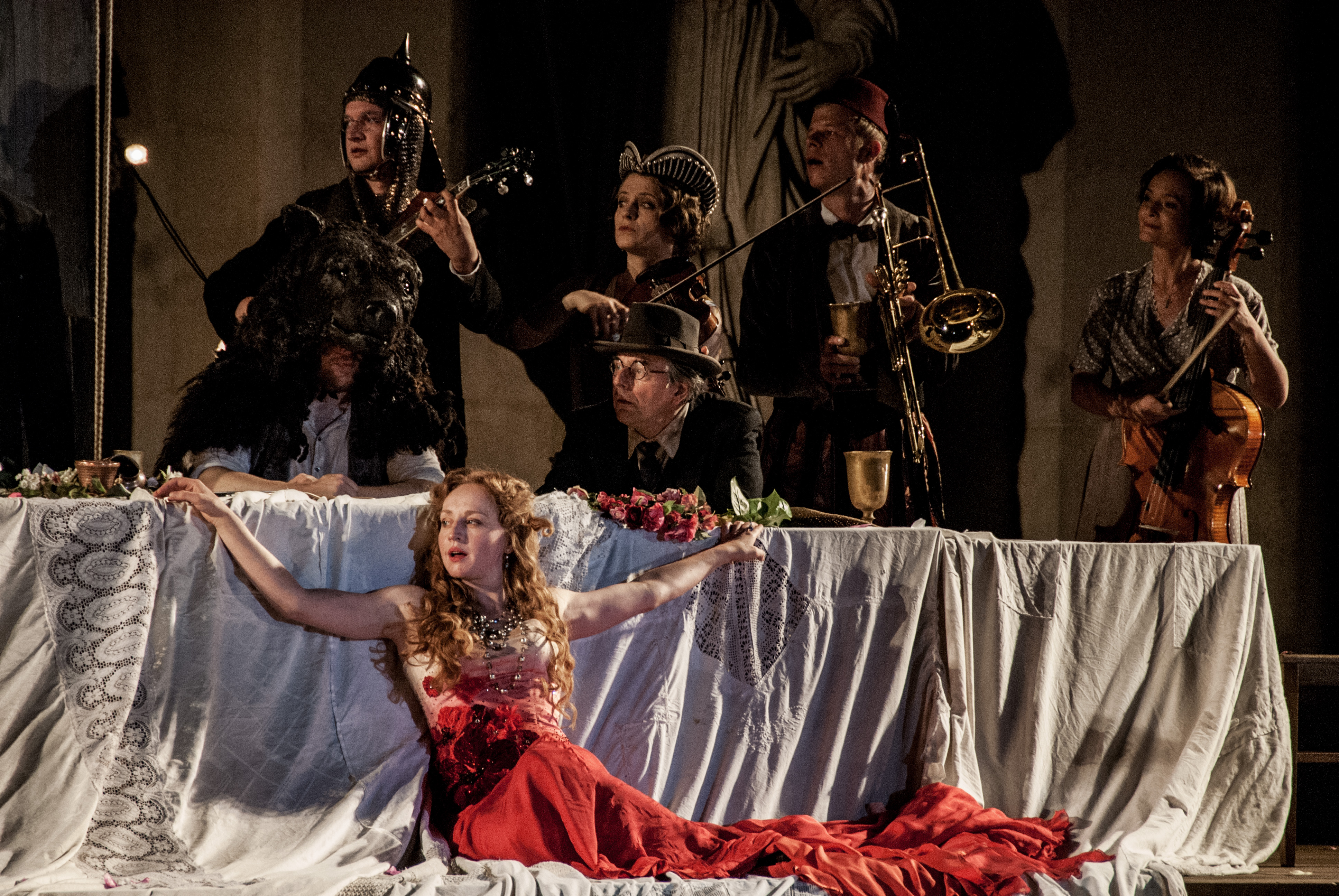
Brigitte Hobmeier als Buhlschaft
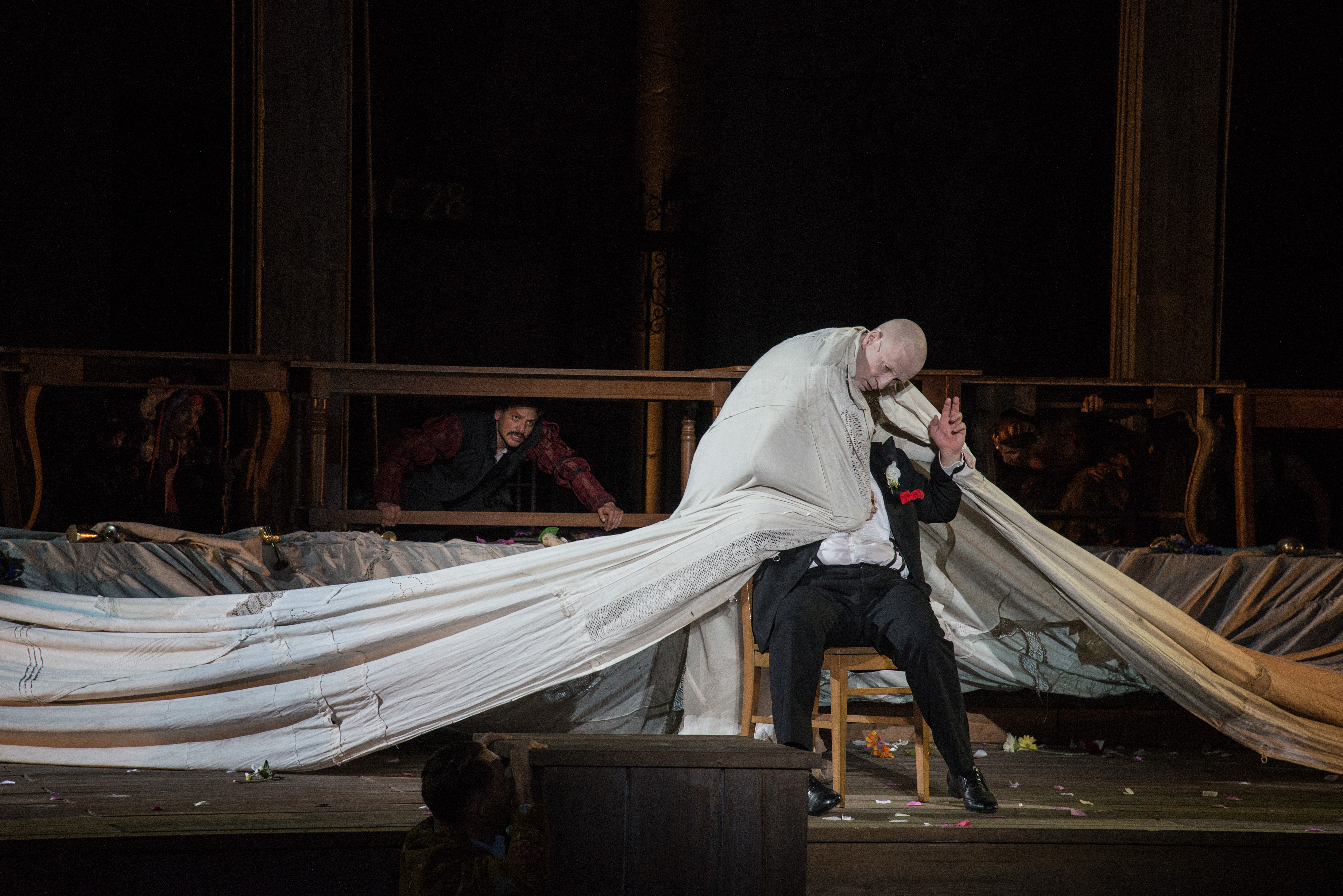
Jesse J. Perez, zu sehen unter dem Tisch, war für die Choreografie zuständig

Die Spannweite des Bechtolf’schen Programms reicht von Neuinterpretationen klassischer Texte bis zu avantgardistischen und experimentellen Produktionen, wie Klaus Händls Uraufführung Meine Bienen. Meine Schneise. (2012), Katie Mitchells Forbidden Zone oder Suzanne Andrades 1927.Golem (beide 2014). Er öffnete die Festspiele für Puppenspiel (Thalias Kompagnons, 2012), Maschinentheater (Sans object, 2013) und Stücke für Kinder (Theatre-Rites 2012 und Nicolas Liautard 2013). Hohe Zustimmung seitens Presse und Publikum konnten drei Koproduktionen mit dem Wiener Burgtheater erzielen: 2012 die Andrea-Breth-Inszenierung von Kleists Prinz Friedrich von Homburg, 2013 die Matthias-Hartmann-Interpretation von Nestroys Lumpacivagabundus und 2014 die Georg-Schmiedleitner-Inszenierung der Letzten Tage der Menschheit von Karl Kraus. Letztere Produktion stellte auch einen Tabubruch dar, da Karl Kraus zeitlebens die Festspielgründer Hugo von Hofmannsthal und Max Reinhardt kritisiert, verhöhnt und bekämpft hatte.

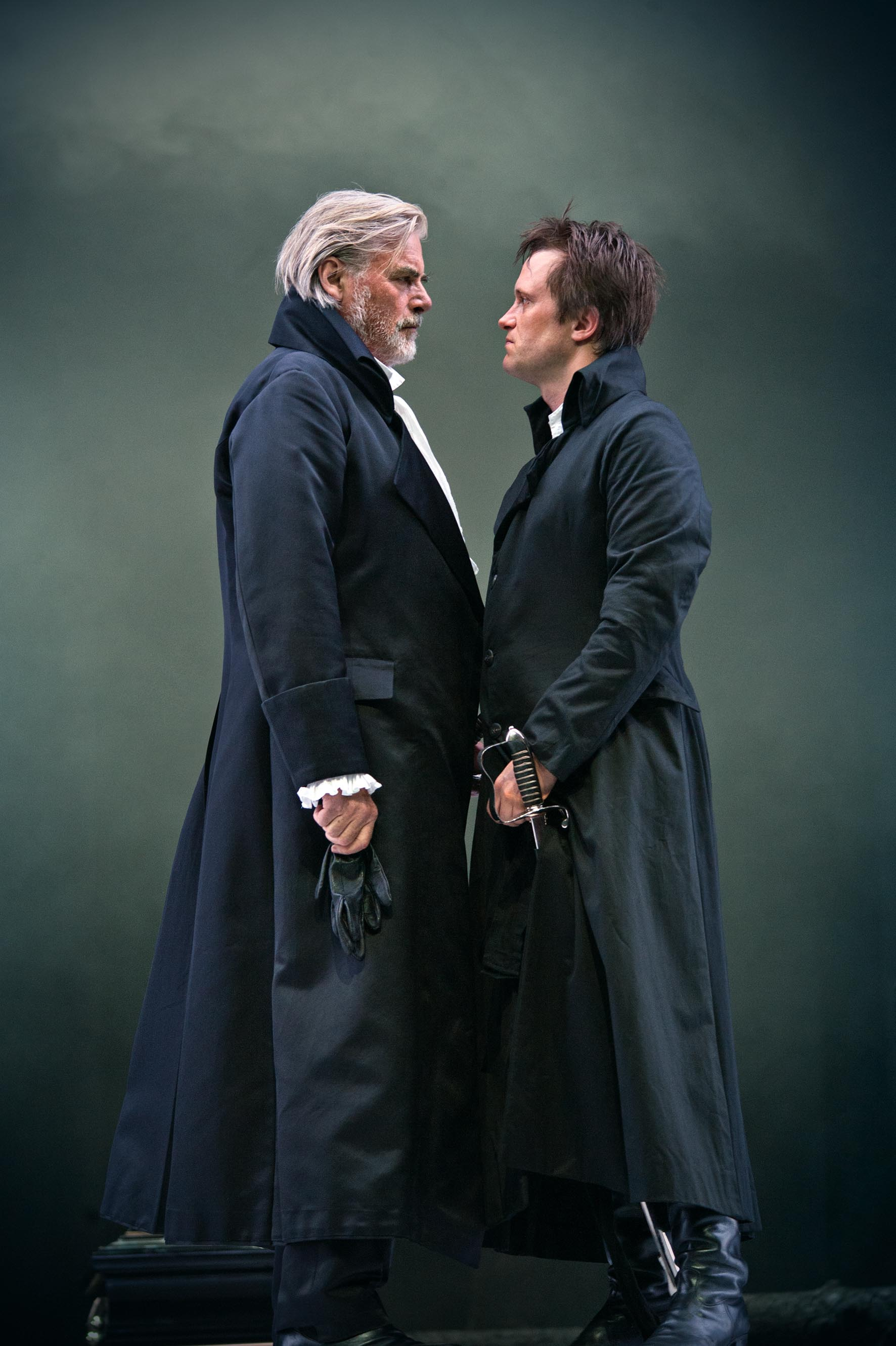
Prinz Friedrich von Homburg, 2012
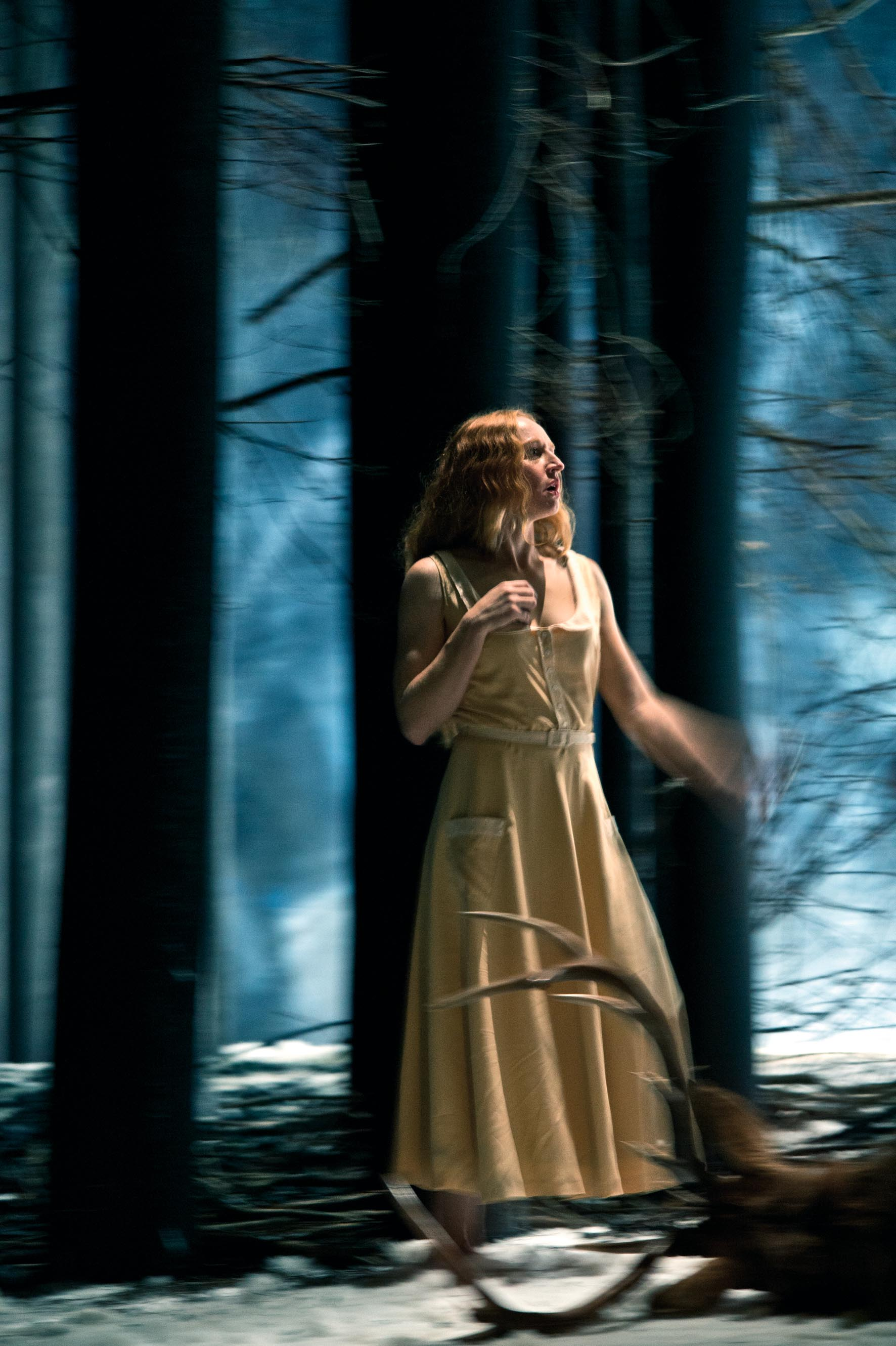
Meine Bienen. Eine Schneise, 2012
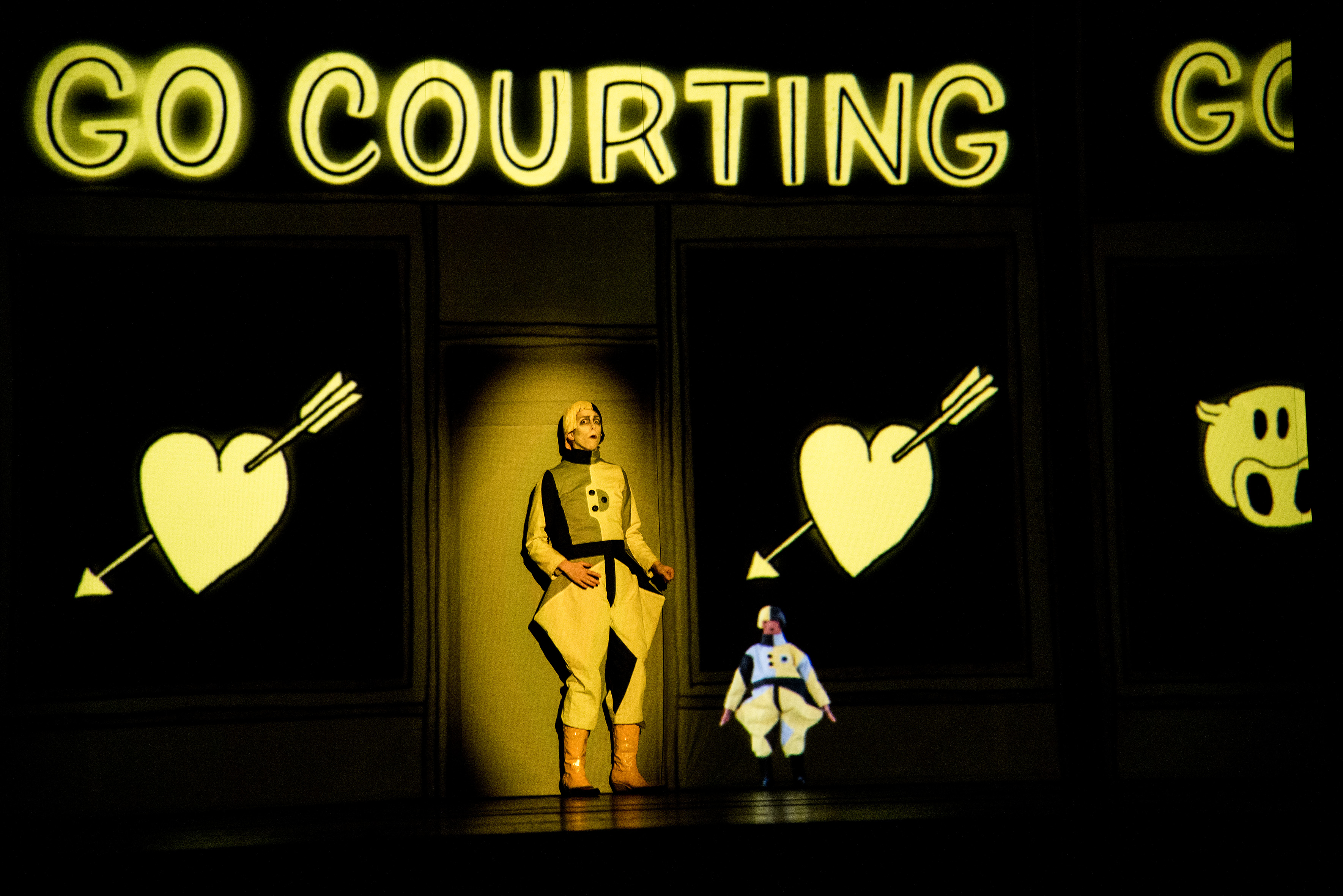
Golem, 2014
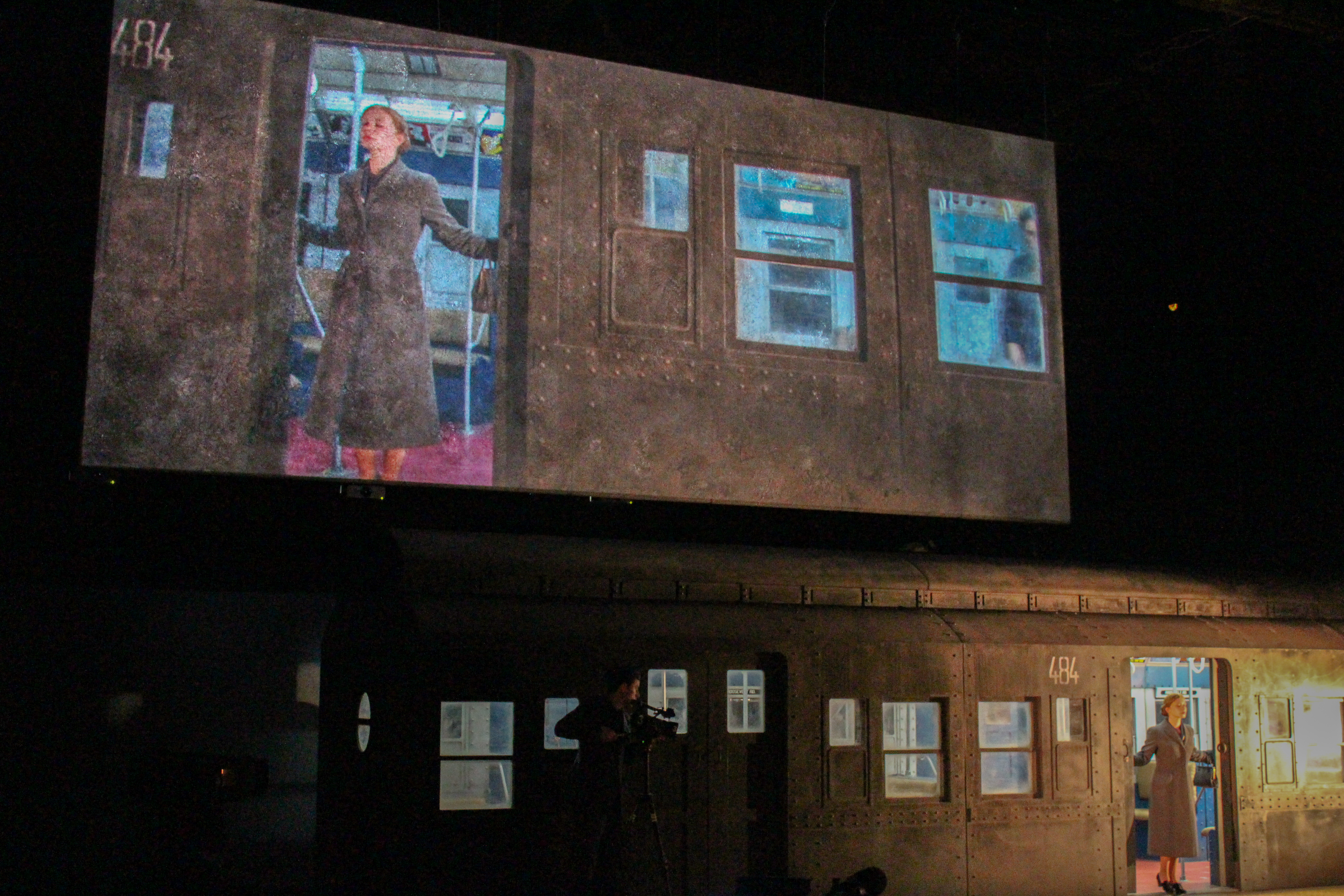
The Forbidden Zone, 2014

Das Schauspielprogramm des Festspielsommers 2015 wirkte deutlich abgespeckt, was einerseits auf die finanzielle Knappheit der Festspiele zurückzuführen war, andererseits auf die Doppelbelastung Bechtolfs, der – nach dem vorzeitigen Abschied Pereiras – zusätzlich interimistisch die Intendanz der Festspiele für die Jahre 2015 und 2016 übernahm. Zudem musste nach dem Ausstieg des Sponsors das Young Directors Project beendet werden. Für 2016 sind drei hochkarätig besetzte Inszenierungen angekündigt: Shakespeares Der Sturm, inszeniert von der britischen Regisseurin Deborah Warner, die von Peter Stein erstmals in den 1990er Jahren nach Salzburg verpflichtet worden war, Becketts Endspiel in einer Koproduktion mit dem Burgtheater und mit Nicholas Ofczarek und Michael Maertens in Hauptrollen sowie 43 Jahre nach der Salzburger Uraufführung Thomas Bernhards Der Ignorant und der Wahnsinnige – mit dem Intendanten Bechtolf in einer tragenden Rolle.

## Schauspiel 2012
| Jedermann, 20. Juli bis 30. August 2012, Domplatz | | |
| Christian Stückl Marlene Poley Markus Zwink Musik Ars Antiqua Austria Gunar Letzbor Musikalische Leitung | Birgit Minichmayr Buhlschaft Lina Beckmann Werke Elisabeth Rath Jedermanns Mutter Britta Bayer Schuldknechts Weib | Nicholas Ofczarek Jedermann Ben Becker Tod Martin Reinke Gott/Ein armer Nachbar Peter Jordan Jedermanns guter Gesell/Teufel Robin Sondermann Ein Schuldknecht Felix Vörtler Dicker Vetter Thomas Limpinsel Dünner Vetter Sascha Oskar Weis Mammon Robert Reinagl Koch David Supper Knecht Riederinger Kinder Spielansager                                                          |
| Prinz Friedrich von Homburg, 28. Juli bis 12. August 2012, Salzburger Landestheater, Koproduktion mit dem Wiener Burgtheater | | |
| Andrea Breth Martin Zehetgruber, Moidele Bickel Friedrich Rom Bert Wrede Musik Alexander Nefzger Sounddesign Wolfgang Wiens Dramaturgie | Andrea Clausen Die Kurfürstin Pauline Knof Prinzessin Natalie von Oranien Elisabeth Orth Gräfin Bork              | Peter Simonischek Kurfürst Udo Samel Feldmarschall Dörfling August Diehl Prinz von Homburg Hans-Michael Rehberg Oberst Kottwitz Hans Dieter Knebel Hennings Gerhard König Graf Truchß Roland Koch Graf Hohenzollern Marcus Kiepe Rittmeister von der Golz Daniel Jesch Graf Georg von Sparren Bernd Birkhahn Stranz Branko Samarovski Siegfried von Mörner Sven Dolinski Graf Reuß |
| Peer Gynt in einer englischen Fassung von Irina Brook, 30. Juli bis 18. August 2012, Perner-Insel, Hallein (zehn Aufführungen) | | |
| Irina Brook Noëlle Ginefri, Magali Castellan Arnaud Jung Guillaume Antonini Musikalische Leitung | Helene Arntzen Froydis Arntzen Dale Braut Anne-Emmanuelle Davy Mireille Maalouf Shantala Shivalingappa            | Guillaume Antonini Diego Asensio Jerry Di Giacomo Scott Koehler Roméo Monteiro Christophe Rodomisto Augustin Ruhabura Ingvar E. Sigurdsson Peer Gynt Gen Shimaoka |
| La Tempête in einer französischen Fassung von Irina Brook, 24. bis 28. August 2012, Perner-Insel, Hallein (vier Aufführungen) | | |
| Irina Brook Noëlle Ginefri, Sylvie Martin-Hyszka, Nathalie Saulnier Arnaud Jung Guillaume Antonini Musikalische Leitung | Ysmahane Yaqini                                                                                                   | Renato Giuliani Scott Koehler Hovnatan Avédikian Bart David Soroczynski |
| Meine Bienen. Eine Schneise von Händl Klaus, 23. bis 31. August 2012, Salzburger Landestheater (sechs Aufführungen) – Uraufführung (Auftragswerk der Salzburger Festspiele) | | |
| Nicolas Liautard Giulio Lichtner, Nicolas Liautard, Marie Odin Jérémie Papin Andreas Schett, Markus Kraler Komposition Andreas Schett Musikalische Leitung Musicbanda Franui | Brigitte Hobmeier Kathrin                                                                                         | Stefan Kurt Peter André Jung Wim Ein Wiltener Sängerknabe Lukas |
| Mojo, eine Produktion des Theatre-Rites, 9. bis 12. August 2012, Perner-Insel Hallein (fünf Aufführungen) – Koproduktion mit dem Barbican Centre London | | |
| Theatre-Rites Sue Buckmaster Regie Arthur Pita, Claire Cunningham Choreographie Peter Mumford Bühne und Lichtdesign Adriano Adewale, Leo Altarelli Komposition Keith Clouston Musikalische Leitung Philippe Cherbonnier Dramaturgie Suzy Peters Kostüme John van der Put Konsulent für Zauberei Michael Fowkes Puppendesign Yvonne Stone Leitung Puppenmacher Scott Brooker, Helly McGrother, Jonathan Saville Puppenmacher | Rachel Donovan Sarah Fitzpatrick Tanya Richam-Odoi                                                                | Adriano Adewale Leo Altarelli Robin Beer Mohsen Nouri Simon Palmer |
| Das Mädchen aus der Feenwelt oder Der Bauer als Millionär, 7. bis 17. August 2012, Schauspielhaus Salzburg (acht Aufführungen) – Koproduktion mit der Tafelhalle Nürnberg | | |
| Thalias Kompagnons Joachim Torbahn, Tristan Vogt Konzept und Regie Joachim Torbahn Puppen und Bühne Ronald Hermann Dramaturgie Peter Fulda Komposition Sasa Batnozic Lichtdesign | Susanne Claus Puppenspielerin                                                                                     | Lutz Großmann, Joachim Torbahn, Tristan Vogt Puppenspieler Peter Fulda Piano Werner Treiber Percussion |
| Kafkas Schloss, 19. bis 21. August 2012, Schauspielhaus Salzburg (drei Aufführungen) – Koproduktion mit der Tafelhalle Nürnberg | | |
| Thalias Kompagnons Tristan Vogt Bearbeitung und Spiel Joachim Torbahn Regie, Bühne, Puppen Sasa Batnozic Lichtdesign | | |

## Schauspiel 2013
| Jedermann, 20. Juli bis 30. August 2013, Domplatz | | |
| Julian Crouch, Brian Mertes Julian Crouch Bühne, Masken, Puppen Olivera Gajic Kostüme Dan Scully Lichtdesign Martin Lowe Musikalische Leitung/Orchestrierung Matt McKenzie Autograph, Sounddesign Jesse J. Perez Choreografie David Tushingham Dramaturgie | Brigitte Hobmeier Buhlschaft Sarah Viktoria Frick Werke Julia Gschnitzer Jedermanns Mutter Katharina Stemberger Schuldknechts Weib Sigrid Maria Schnückel Koch Florentina Rucker Gott | Cornelius Obonya Jedermann Peter Lohmeyer Tod Simon Schwarz Teufel Jürgen Tarrach Mammon Hans Peter Hallwachs Glaube Patrick Güldenberg Jedermanns guter Gesell Hannes Flaschberger Dicker Vetter Stephan Kreiss Dünner Vetter Fritz Egger Schuldknecht Johannes Silberschneider Armer Nachbar |
| Die Jungfrau von Orleans, 28. Juli bis 7. August 2013, Salzburger Landestheater – Koproduktion mit dem Deutschen Theater Berlin | | |
| Michael Thalheimer Olaf Altmann, Nehle Balkhausen Robert Grauel Bert Wrede Musik Sonja Anders Dramaturgie | Kathleen Morgeneyer Johanna, Tochter von Thibaut d'Arc Meike Droste Agnes Sorel, Geliebte von König Karl Almut Zilcher Königin Isabeau, Karls Mutter                                  | Michael Gerber Thibaut d'Arc Christoph Franken Karl der Siebente Andreas Döhler Graf Dunois Henning Vogt Du Chatel, Offizier Jürgen Huth La Hire, Offizier Peter Moltzen Philipp der Gute Markus Graf Talbot, Feldherr der Engländer Alexander Khuon Lionel/Montgomery |
| Ein Sommernachtstraum mit der Schauspielmusik von Felix Mendelssohn Bartholdy, 3. bis 22. August 2013, Residenzhof | | |
| Henry Mason Jan Meier Mario Ilsanker Francesc Abós Choreografie Matt McKenzie Autograph, Sounddesign Mozarteumorchester Salzburg Ivor Bolton Dirigent | Karoline Eichhorn Hippolyta/Titania Tanja Raunig Hermia Eva Maria Sommersberg Helena Barbara Spitz Schnauz (Wand)/Senfsamen Chiara Skerath, Sophie Rennert Elfen/Hofdamen             | Michael Rotschopf Theseus/Oberon Christian Higer Egeus/Alte Elfe Daniel Jeroma Lysander Claudius von Stolzmann Demetrius Markus Meyer Puck Raphael Clamer Squenz Paul Herwig Zettel (Pyramus) Christian Graf Flaut (Thisbe)/Spinnweb Mathias Schlung Schnock (Löwe)/Bohnenblüte Reinhold G. Moritz Schlucker (Mond)/Motte Luke Giacomin, Joaquín Fernández Tänzer |
| Der böse Geist Lumpazivagabundus, 1. bis 17. August 2013, Perner-Insel – eine Koproduktion mit dem Wiener Burgtheater | | |
| Matthias Hartmann Stéphane Laimé, Victoria Behr Peter Bandl Karsten Riedel, Tommy Hojsa, Bernhard Moshammer Musik Andreas Erdmann Dramaturgie | Maria Happel Fortuna/Hannerl/Gertraud/Signora Palpiti Katharina Knap Brillantine/Sepherl/Peppi/Laura Mavie Hörbiger Amorosa/Nannette/Anastasia Hobelmann/Reserl/Laura                 | Peter Wolfsberger Stellaris/Hausierer/Bedienter Branko Samarovski Mystifax/Hobelmann/Bedienter Benjamin Martin Hilaris/Herr von Lüftig André Meyer Fludribus/Erster Bedienter Max Mayer Lumpazivagabundus/Windwachel/Wirtin Florian Teichtmeister Leim, ein Tischlergesell Michael Maertens Zwirn, ein Schneidergesell Nicholas Ofczarek Knieriem, ein Schustergesell Hermann Scheidleder Pantsch/Strudl/Hackauf Stefan Wieland Fassel/Ein Maler Michael Masula Ein Tischlergesell/Zweiter Bedienter |
| Schneewittchen von Nicolas Liautard, 15. bis 18. August 2013, Salzburger Landestheater – Gastspiel La Nouvelle Compagnie | | |
| Nicolas Liautard Konzeption, Regie, Bühne Damien Caille-Perret, Séverine Thiébault Bruno Rudtmann Jacques Cassard Sounddesign Philippe Hertel, Georges Poirier, Cyril Cattai, Miguy Ville, Damien Costa Tiertrainer | Pauline Acquart Marion Suzanne | Jürg Häring Isham Conrath |
| Sans objet von Aurélien Bory, 24. bis 26. August 2013, Salzburger Landestheater – Gastspiel Compagnie 111 (Aurélien Bory) | | |
| Aurélien Bory Konzeption, Regie und Bühnenbildentwurf Tristan Baudoin Robotersteuerung und Programmierung Joan Cambon Musik Arno Veyrat Lichtdesign, Carole China Licht Pierre Rigal Künstlerische Mitarbeit Joël Abriac Ton Sylvie Marcucci Kostüme Pierre Dequivre Technische Konstruktion und Planung Frédéric Stoll Screen-Konstruktion Isadora de Ratuld Malerei Guillermo Fernandez Maske Arno Veyrat Technische Leitung Florence Meurisse Produktion | | Olivier Alenda Olivier Boyer |

## Schauspiel 2014
| Jedermann, 19. Juli bis 29. August 2014, Domplatz | | |
| Julian Crouch, Brian Mertes Julian Crouch Bühne, Masken, Puppen Olivera Gajic Kostüme Dan Scully Lichtdesign Martin Lowe Musikalische Leitung/Orchestrierung Matt McKenzie Autograph, Sounddesign Jesse J. Perez Choreografie David Tushingham Dramaturgie | Brigitte Hobmeier Buhlschaft Sarah Viktoria Frick Werke Julia Gschnitzer Jedermanns Mutter Katharina Stemberger Schuldknechts Weib Sigrid Maria Schnückel Koch Florentina Rucker Gott | Cornelius Obonya Jedermann Peter Lohmeyer Tod Simon Schwarz Teufel Jürgen Tarrach Mammon Hans Peter Hallwachs Glaube Patrick Güldenberg Jedermanns guter Gesell Hannes Flaschberger Dicker Vetter Stephan Kreiss Dünner Vetter Fritz Egger Schuldknecht Johannes Silberschneider Armer Nachbar |
| Die letzten Tage der Menschheit, 29. Juli bis 15. August 2014, Salzburger Landestheater – Koproduktion mit dem Burgtheater | | |
| Georg Schmiedleitner Volker Hintermeier, Tina Kloempken Peter Bandl Thomas Hojsa, Matthias Jakisic Musik Florian Hirsch Dramaturgie | Stefanie Dvorak Alexandra Henkel Dörte Lyssewski Petra Morzé Elisabeth Orth | Bernd Birkhahn Gregor Bloéb Sven Dolinski Dietmar König Christoph Krutzler Peter Matić Thomas Reisinger Laurence Rupp |
| Forbidden Zone von Duncan Macmillan, 30. Juli bis 10. August 2014, Perner-Insel Hallein – Uraufführung – Koproduktion mit der Schaubühne am Lehniner Platz                                                                                                 | | |
| Katie Mitchell Lizzie Clachan, Sussie Juhlin-Wallén Jack Knowles Leo Warner Bildregie, Finn Ross Video Gareth Fry, Melanie Wilson Sounddesign Nils Haarmann, David Tushingham Dramaturgie                                                                  | Kate Duchêne Wissenschaftlerin Ruth Marie Kröger Clara Haber Jenny König Claire Haber                                                                                                 | Felix Römer Fritz Haber Giorgio Spiegelfeld Französischer Soldat Andreas Schröders Wissenschaftler Sebastian Pircher Amerikanischer Soldat/Kamera Andreas Hartmann, Stefan Kessissoglou Kamera                                                                                                 |
| Don Juan kommt aus dem Krieg, 17. bis 27. August 2014, Perner-Insel Hallein | | |
| Andreas Kriegenburg , Andrea Schraad Stefan Bolliger | Sonja Beißwenger Olivia Grigolli Sabine Haupt Traute Hoess Elisa Plüss Nele Rosetz Janina Sachau Natali Seelig Michaela Steiger                                                       | Max Simonischek |
| Golem nach Gustav Meyrink, 22. bis 26. August 2014, Salzburger Landestheater – Uraufführung – Koproduktion mit 1927, Young Vic, Théâtre de la Ville Paris                                                                                                  | | |
| Suzanne Andrade Regie und Stücktext Paul Barritt Film, Animation und Design Lillian Henley Musik Laurence Owen Sounddesign Sarah Munro Kostüme Ben Francombe Dramaturgie Jo Crowley Produktionsleitung                                                     | Esme Appelton Lillian Henley Rose Robinson Shamira Turner | Will Close |

## Schauspiel 2015
| Jedermann, 19. Juli bis 29. August 2015, Domplatz (14 Aufführungen) | | |
| Julian Crouch, Brian Mertes Julian Crouch Bühne, Masken, Puppen Olivera Gajic Kostüme Dan Scully Lichtdesign Martin Lowe Musikalische Leitung/Orchestrierung Matt McKenzie Autograph, Sounddesign Jesse J. Perez Choreografie David Tushingham Dramaturgie | Brigitte Hobmeier Buhlschaft Johanna Bantzer Werke Julia Gschnitzer Jedermanns Mutter Katharina Stemberger Schuldknechts Weib Sigrid Maria Schnückel Koch Florentina Rucker Gott | Cornelius Obonya Jedermann Peter Lohmeyer Tod Christoph Franken Teufel Jürgen Tarrach Mammon Hans Peter Hallwachs Glaube Sven Dolinski Jedermanns guter Gesell Hannes Flaschberger Dicker Vetter Stephan Kreiss Dünner Vetter Fritz Egger Schuldknecht Johannes Silberschneider Armer Nachbar |
| Clavigo, 27. Juli bis 9. August 2015, Salzburger Landestheater – Koproduktion mit dem Deutschen Theater Berlin (acht Aufführungen) | | |
| Stephan Kimmig Eva-Maria Bauer, Johanna Pfau Pollyester Musik Julian Krubasik, Lambert Strehlke Video Sonja Anders Dramaturgie | Franziska Machens Buenco Kathleen Morgeneyer Beaumarchais Susanne Wolff Clavigo | Moritz Grove Carlos Marcel Kohler Marie Beaumarchais |
| Die Komödie der Irrungen, 1. bis 12. August 2015, Perner-Insel Hallein (zwölf Aufführungen) | | |
| Henry Mason Michaela Mandel, Jan Meier Mario Ilsanker Patrick Lammer Musikalische Leitung Simon Eichenberger Choreografie | Meike Droste Adriana Elisa Plüss Luciana Barbara de Koy Äbtissin Emilia Claudia Kottal Kitty Sahne Karola Niederhuber Luise | Thomas Wodianka Antipholus von Ephesus/Syracus Florian Teichtmeister Dromio von Ephesus/Syracus Marcus Bluhm Herzog von Ephesus Roland Renner Egeon Christian Graf Dr. Zwack Alexander Jagsch Angelo Reinhold G. Moritz Wachtmeister Rafael Schuchter Balthasar Claudius von Stolzmann Juwelendealer Hubert Bründlmayer, Patrick Lammer, Bernd Satzinger Musiker |
| Mackie Messer – Eine Salzburger Dreigroschenoper, Experimentalfassung von Martin Lowe, 11. bis 27. August 2015, Felsenreitschule (acht Aufführungen) | | |
| Julian Crouch, Sven-Eric Bechtolf Julian Crouch, Kevin Pollard Friedrich Rom Martin Lowe Musikalische Gesamtleitung Holger Kolodziej Musikalische Leitung Bobby Aitken Sound Joshua Higgason Video Ann Yee Choreographie                                   | Pascal von Wroblewsky Frau Peachum Sonja Beißwenger Polly Peachum Miriam Fussenegger Lucy Brown Sona MacDonald Spelunkenjenny Mit Carla Morera Cruzate, Agnes Czifra, Dorit Ehlers, Ulrike Hallas, Leah Hofmann, Nabila Irshaid, Maria-Pilmaiquén Jenny, Milla Keskitalo, Saskia Lane, Bernadette Leitner, Younha Ma, Carina Nopp und Penelope Scheidler | Graham F. Valentine Jonathan Jeremiah Peachum Michael Rotschopf Macheath Sierk Radzei Tiger Brown Gilbert von Sohlern Trauerweidenwalter Martin Birnbaum Hakenfingerjakob Martin Bermoser Münzmatthias Wolfgang Seidenberg Sägerobert Johann Rosenhammer Ede Christian Fröhlich Jimmy Martin Vischer Filch Steffen Shortie Scheumann Smith / Hochwürden Kimball Mit Alexander Ernst Doevendans, Wei-Ken Liao, Roberto Martinelli, Johann Rosenhammer, Roni Sagi und Robert Thirtle |

## Schauspiel 2016
| Jedermann, 23. Juli bis 28. August 2016, Domplatz (13 Aufführungen) | | |
| Julian Crouch, Brian Mertes Julian Crouch Bühne, Masken, Puppen Olivera Gajic Kostüme Dan Scully Lichtdesign Martin Lowe Musikalische Leitung/Orchestrierung Matt McKenzie Autograph, Sounddesign Jesse J. Perez Choreografie David Tushingham Dramaturgie | Miriam Fussenegger Buhlschaft Johanna Bantzer Werke Julia Gschnitzer Jedermanns Mutter Eva Herzig Schuldknechts Weib Sigrid Maria Schnückel Koch Tamzin Griffin, Doris Kirschhofer, Saskia Lane, Penelope Scheidler | Cornelius Obonya Jedermann Peter Lohmeyer Tod Christoph Franken Teufel David Bennent Mammon Hans Peter Hallwachs Glaube Sven Dolinski Jedermanns guter Gesell Hannes Flaschberger Dicker Vetter Stephan Kreiss Dünner Vetter Fritz Egger Schuldknecht Johannes Silberschneider Armer Nachbar Nikolaus Rucker Gott Ensemble 013 und Jordan Deschamps, Felix Kreutzer, Johann Rosenhammer und Robert Thirtle                  |
| Endspiel, 30. Juli bis 8. August 2016, Salzburger Landestheater – Koproduktion mit dem Burgtheater Wien (sieben Aufführungen) | | |
| Dieter Dorn Jürgen Rose Tobias Löffler Hans-Joachim Ruckhäberle Dramaturgie | Barbara Petritsch Nell | Nicholas Ofczarek Hamm Michael Maertens Clov Joachim Bißmeier Nagg |
| Der Sturm, 2. bis 21. August 2016, Perner-Insel Hallein (dreizehn Aufführungen) | | |
| Deborah Warner Christof Hetzer Bühne Jean Kalman Licht Mel Mercier Komposition, Sounddesign fettFilm Video | Sara Tamburini Miranda, Tochter des Prospero Saskia von Winterfeld Mitglied der Hofgesellschaft | Branko Samarovski Alonso, König von Neapel Max Urlacher Sebastian, sein Bruder Peter Simonischek Prospero, Herzog von Mailand Daniel Friedrich Antonio Maximilian Pulst Ferdinand, Sohn Alonsos Horst Sachtleben Gonzalo, alter Rat des Königs Christian Dieterle Mitglied der Hofgesellschaft Jens Harzer Caliban Matthias Bundschuh Trinculo Matthias Redlhammer Stephano Dickie Beau Ariel Wolfgang Seidenberg Bootsmann |
| Der Ignorant und der Wahnsinnige, 14. bis 27. August 2016, Salzburger Landestheater (neun Aufführungen) | | |
| Gerd Heinz Martin Zehetgruber, Jan Meier Friedrich Rom | Annett Renneberg Königin der Nacht Barbara de Koy Frau Vargo | Christian Grashof Vater Sven-Eric Bechtolf Doktor Michael Rotschopf Kellner Winter |